# バンダラナイケ記念国際会議場
バンダラナイケ記念国際会議場（英語: Bandaranaike Memorial International Conference Hall）は、スリランカの西部州コロンボにある国際会議場。略称はB.M.I.C.H。
バンダラナイケとは、スリランカ（当時はセイロン）第4代首相であるソロモン・バンダラナイケのことであり、場内には彼の業績の展示スペースがある。彼の妻であるシリマヴォ・バンダラナイケ首相時代の1970年代に中国の寄贈により建設された。
1976年の8月には非同盟諸国首脳会議が開かれている。